# Clubiona nataliae
Clubiona nataliae là một loài nhện trong họ Clubionidae.
Loài này thuộc chi Clubiona. Clubiona nataliae được miêu tả năm 2007 bởi Trilikauskas.